# Theuma schreineri
Theuma schreineri là một loài nhện trong họ Gnaphosidae.
Loài này thuộc chi Theuma. Theuma schreineri được William Frederick Purcell miêu tả năm 1907.